# Calípides
Calípides (en griego antiguo Καλλιππίδης) o Calipos (Κάλλιππος) fue al parecer un antiguo atleta griego, que dio nombre a un proverbio para quienes hacen grandes esfuerzos pero no progresan.

## Casos
En el 45 a. C., Cicerón se queja en una carta a Ático de que Varrón le había prometido dedicarle una obra, diciendo: "han pasado dos años mientras ese Calípides ha estado corriendo todo el tiempo sin avanzar ni un metro". Se decía que el emperador romano Tiberio preparaba casi todos los años una visita a las provincias y a los ejércitos estacionados en ellas, que siempre cancelaba en el último momento, por lo que "se le llamaba en broma Calípides, que según el proverbio griego corría y no avanzaba ni un metro". El proverbio se encuentra con esta definición en una colección de proverbios griegos, pero con el nombre de Calipos.

## Interpretación
El estudioso de proverbios August Otto escribe que Calipos era por lo visto un corredor que a pesar de todos sus esfuerzos nunca llegó a la meta. Otto sugiere que, dado que Calípides es el patronímico de Calipos, puede significar "otro Calipos", por lo que el nombre original sería Calipos, como en la colección griega, en lugar de Calípides. Otros sugieren modificar el texto griego a Calípides para concordar con las referencias en Cicerón y Suetonio. Algunos han visto en él no a un corredor, sino al famoso actor del siglo V llamado también Calípides.

## Literatura
- E. Leutsch (ed.) Corpus Paroemiographorum Graecorum (Gotinga, 1851)
- A. Otto Die Sprichwörter und sprichwörtlichen Redensarten der Römer (Leipzig: Teubner, 1890)